# Galamină
Galamina este un blocant neuromuscular anti-depolarizant, având acțiune concomitentă asupra receptorilor colinergici din mușchi și blocarea acetilcolinei. Are un efect parasimpatolitic asupra cordului (datorită acțiunii asupra nervului vag), fapt ce determină tahicardie și hipertensiune arterială ocazională.
Nu se administrează la bolnavii cu insuficiență renală, hipertensivi. Datorită administrării sub formă de iodură, nu se utilizează la persoanele alergice la iod.